# 延虹绿地
延虹绿地是中華人民共和國上海市长宁区的三星级公共绿地，位于虹桥路(近古北路)，毗邻上海国际舞蹈中心，建成于2003年12月，占地面积3.2万平方米，绿化面积达百分之70，内有春漫延红、服务中心、密林红芳、《花树》雕塑，其中《花树》雕塑于2006年在绿地亮相，高16米，由180余朵直径为2米至2.5米的五彩艳丽树脂花朵组成，原设计是韩国人在威尼斯双年展展出，后由国内一家艺术公司重新进行设计入驻绿地。